# Gouvernement Tuomioja
République de Finlande
Kekkonen IV  Törngren 
Le gouvernement Tuomioja est le 37e gouvernement de la République de Finlande, qui a siégé 170 jours du 17 novembre 1953 au 5 mai 1954.

## Composition
| Ministre                                                                  | Période                                  | Parti | Parti |
| ------------------------------------------------------------------------- | ---------------------------------------- | ----- | ----- |
| Premier ministre Sakari Tuomioja                                          | 17.11.1953 –5.5.1954                     |       | VL    |
| Ministre des Affaires étrangères Ralf Törngren                            | 17.11.1953 –5.5.1954                     |       | RKP   |
| Vice-Ministre des Affaires étrangères Teuvo Aura                          | 17.11.1953 –5.5.1954                     |       | amm.  |
| Ministre de la Justice Reino Kuuskoski                                    | 17.11.1953 –5.5.1954                     |       | amm.  |
| Ministre de l'Intérieur Heikki Kannisto                                   | 17.11.1953 –5.5.1954                     |       | SK    |
| Ministre de la Défense Päiviö Hetemäki                                    | 17.11.1953 –5.5.1954                     |       | Kok   |
| Ministre des Finances Tuure Junnila                                       | 17.11.1953 –5.5.1954                     |       | Kok   |
| Vice-Ministre des Finances Esa Kaitila                                    | 17.11.1953 –5.5.1954                     |       | SK    |
| Ministre de l'Éducation Arvo Salminen                                     | 17.11.1953 –5.5.1954                     |       | Kok   |
| Ministre de l'Agriculture Kalle Jutila                                    | 17.11.1953 –5.5.1954                     |       | amm.  |
| Vice-Ministre de l'Agriculture Henrik Kullberg Nils Christian Westermarck | 17.11.1953–4.12.1953 18.12.1953–5.5.1954 |       | RKP   |
| Ministre des transports et des travaux publics Erik Serlachius            | 17.11.1953 –5.5.1954                     |       | amm.  |
| Vice-Ministre des transports et des travaux publics Aulis Junttila        | 17.11.1953 –5.5.1954                     |       | amm.  |
| Ministre du commerce et de l'industrie Teuvo Aura                         | 17.11.1953 –5.5.1954                     |       | amm.  |
| Vice-Ministre du commerce et de l'industrie T. A. Wiherheimo              | 17.11.1953 –5.5.1954                     |       | Kok   |
| Ministre des Affaires sociales Esa Kaitila                                | 17.11.1953 –5.5.1954                     |       | SK    |
| Vice-Ministre des Affaires sociales Päiviö Hetemäki Irma Karvikko         | 17.11.1953 –5.5.1954                     |       | Kok   |
| Vice-Ministre des Affaires sociales Päiviö Hetemäki Irma Karvikko         | 17.11.1953 –5.5.1954                     |       | SK    |